# فرشته‌های معمولی
فرشته‌های معمولی (انگلیسی: Ordinary Angels) یک فیلم زندگی‌نامه‌ای و درام آمریکایی محصول سال ۲۰۲۴ به کارگردانی جان گان از فیلم نامه‌ای نوشتهٔ مگ تیلی و کلی فرمون کریگ است. در این فیلم هیلاری سوانک، آلن ریچسون، نانسی تراویس و تامالا جونز به ایفای نقش پرداخته‌اند. این فیلم به کارگردانی جان گان و نویسندگی مگ تیلی و کلی فرمون کریگ، بر اساس وقایع واقعی است که در طول موج سرمای آمریکای شمالی در سال ۱۹۹۴ رخ داد.
این فیلم در ۲۳ فوریهٔ ۲۰۲۴ توسط لاینزگیت منتشر شد. و نقدهای عموماً مثبتی از منتقدان دریافت کرد.

## داستان
با الهام از یک داستان واقعی، یک آرایشگر کل جامعه را گرد هم می‌آورد تا به یک پدر بیوه کمک کند تا جان دختر خردسالش را که به شدت بیمار شده است نجات دهد.

## تولید
فیلمبرداری در وینیپگ در آوریل ۲۰۲۲ و آلبانی، نیویورک، در ژوئن ۲۰۲۲ انجام شد.

## انتشار فیلم
فیلم «فرشتگان معمولی» توسط لاینزگیت در ۲۳ فوریه ۲۰۲۴ به صورت سینمایی و در ۲۶ مارس ۲۰۲۴ به صورت آنلاین اکران شد. 
در ابتدا قرار بود این فیلم در ۱۳ اکتبر ۲۰۲۳ اکران شود، اما این تاریخ به دلیل جلوگیری از رقابت با فیلم کنسرت «تور تیلور سویفت: دوران» به تعویق افتاد.
کمی پس از آن، سونی پیکچرز ریلیزینگ اینترنشنال برخی از حقوق توزیع بین‌المللی را تحت لیبل استیج سیکس فیلمز به دست آورد.
سرانجام این فیلم در ۲۶ آوریل ۲۰۲۴ در بریتانیا اکران شد.

## بازخوردها
- در وب‌سایت جمع‌آوری نقد و بررسی راتن تومیتوز براساس رای ۱۰۲ نقد منتقدان دارای امتیاز ۶٫۶ از ۱۰ و ۸۴ درصد تائیدیه را دارد. نظر کلی این وب‌سایت این است: «با کمی ظرافت، این نمایش شیرین انسانیت توسط هیلاری سوانک در نقشی که قلب همه فرشته‌های معمولی را به تپش می‌اندازد، تثبیت شده است.»
- در متاکریتیک، که از میانگین وزنی استفاده می‌کند، بر اساس نظر ۱۶ منتقد، امتیاز ۵۷ از ۱۰۰ را به این فیلم اختصاص داد که نشان‌دهنده نقدهای «مختلط یا متوسط» است.
- مخاطبان مورد بررسی سینماسکور به این فیلم امتیاز نادر "A+" را در مقیاس A+ تا F دادند.